# Hedwig von Ostfriesland
Hedwig von Ostfriesland oder Hedwig Cirksena (* 29. Juni 1535; † 4. November 1616) war eine ostfriesische Prinzessin. Ab 1562 war sie die zweite Ehefrau von Herzog Otto II., dem Inhaber der Herrschaft Harburg.

## Leben
Hedwig war das viertälteste Kind des Grafen Enno II. (Ostfriesland) (1505–1540) und Anna von Oldenburg (1501–1575) Tochter des Grafen Johann V. von Oldenburg und Anne von Anhalt-Zerbst. Den Großteil ihrer Jugend verbrachte sie wohl gemeinsam mit ihrer Schwester Anna am Heidelberger Hof des Kurfürsten Friedrich II. von der Pfalz. Ihre Schwester blieb in Heidelberg und starb dort 1552 unverheiratet.
Am 8. Oktober 1562 heiratete sie Herzog Otto II. (Braunschweig-Harburg) und wurde dessen zweite Ehefrau. Das Paar hatte folgende Kinder:
- Wilhelm August (1564–1642), Herzog von Braunschweig-Harburg
- Enno (* 1. Dezember 1565; † 1600), starb an Pocken
- Anna Margarete (1567–1643), Pröpstin im Stift Quedlinburg
- Heinrich (1568–1569)
- Hedwig (* 20. August 1569; † 6. März 1620)
- Christoph (1570–1606), Herzog von Braunschweig-Harburg ⚭ 1604 Prinzessin Elisabeth von Braunschweig-Wolfenbüttel (1567–1618)
- Otto III. (1572–1641), Herzog von Braunschweig-Harburg ⚭ 1621 Prinzessin Hedwig von Braunschweig-Wolfenbüttel (1580–1657)
- Johann (* 19. Juni 1573; † 13. August 1625)
- Elisabeth (1574–1575)
- Katharina Sophia (* 6. Mai 1577; † 16. September 1665) ⚭ Graf Hermann von Holstein-Schaumburg (1575–1634), Sohn von Jobst II. (Schaumburg)
- Friedrich (* 6. September 1578; † 16. Februar 1605), gefallen in der Schlacht bei Kirchholm
- August Friedrich (1580–1580)